# Nicópolis

Fig. 1. Localización de Nicópolis de Epiro entre las fundaciones romanas de Grecia.

Nicópolis de Epiro, Actia Nicopolis o Nicopolis ad Actium (en griego antiguo Νικόπολις, Nikópolis, literalmente ciudad de la victoria), fue una ciudad griega fundada por Augusto para conmemorar su victoria naval en Accio contra Marco Antonio el 2 de septiembre del 31 a. C., en la embocadura del golfo de Ambracia. La ciudad se estableció en el istmo de la península que separa el golfo de Ambracia del mar Jónico, en el lado opuesto del promontorio de Accio, y a unos 6 km al norte de la moderna ciudad de Préveza. 
Nicópolis conoció un importante desarrollo durante la dominación romana en la antigüedad tardía, antes de decaer en la época bizantina.

## Historia

### Fundación de la «ciudad de la victoria»
Aunque la batalla de Accio propiamente dicha haya sido más bien confusa, y no se convirtió en una victoria de Augusto hasta la huida prematura de Marco Antonio y Cleopatra, ello permitió a Octaviano volverse en único dueño del mundo romano.
Fue por esta razón que celebró su victoria con unos particulares fastos a su regreso a Roma, y emprendió la perpetuación del recuerdo de la batalla en el sitio con una serie de trofeos y de monumentos levantados en el lugar de la batalla, o más bien, puesto que se trató de una batalla naval, en el emplazamiento de campos fortificados que albergaban las fuerzas terrestres de los beligerantes. En el lugar de su propio cuartel general, una colina al norte de la ciudad actual de Smyrtoula, hizo construir un santuario a Apolo, considerado como su dios tutelar, y ofrendó trofeos a otros dos dioses, Neptuno y Marte, por su contribución a su victoria.

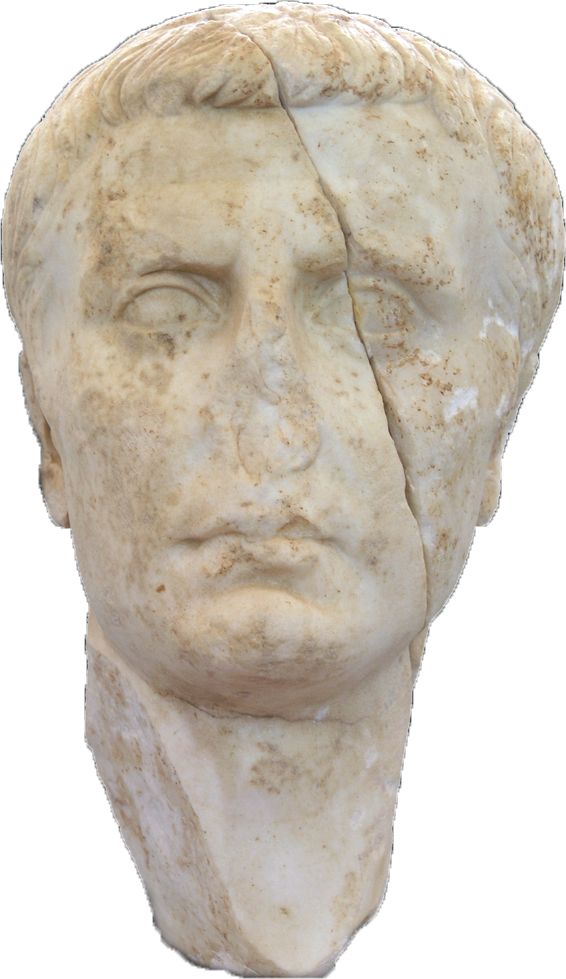
Fig. 2. Busto de Agripa, uno de los vencedores de Actium, encontrado en Nicópolis (Museo Arqueológico de Nicópolis).

Al sur del santuario, se estableció una nueva ciudad, bautizada Nicópolis, «ciudad de la victoria», retomando así una tradición que se remontaba a Alejandro Magno, más recientemente ilustrada por Pompeyo, fundador de una Nicópolis en la Pequeña Armenia (60 a. C.). Más allá del simbolismo político, la fundación respondía a une serie de objetivos claros: asegurar la dominación romana en la región, y simultáneamente reorganizarla y revitalizarla, ya que no se había recuperado de la destrucción de la ciudad por Lucio Emilio Paulo Macedónico, resultante de la tercera guerra macedónica (171-167 a. C.). Se estableció un importante centro comercial y portuario en esta posición estratégicamente situada en las rutas marítimas mediterráneas; también querían crear una capital religiosa, y que constituyera unos de los principales lugares del nuevo orden imperial y de culto a Augusto divinizado.
A diferencia de otras fundaciones romanas en Grecia contemporáneas de Nicópolis (fig. 1), tales como Patras, Filipos, e incluso en Epiro, Butrinto y Dyrrachium, la ciudad no era únicamente una colonia romana, sino una ciudad libre, la civitas libera Nicopolitana, y una polis (ciudad griega), libre y autónoma, ligada a Roma por un tratado (foedus): su creación procede del sinecismo de las ciudades vecinas de Epiro y de Etolia y Acarnania, cuyos habitantes fueron trasladados para poblar la nueva ciudad, probablemente con colonos y veteranos del ejército romano. La originalidad de la operación, además del hecho de que la autoridad romana fue la instigadora, concernió a una vasta área y a un gran número de ciudades partícipes (fig. 3): las fuentes mencionan Casopa, Ambracia, Anactorio, Alicia, Argos Anfiloquia, Tirio, Oneo, Palero, Leúcade y Calidón de Etolia. El territorio (chôra) de Nicópolis se extendía hasta los ríos Aqueloo al este, la isla de Leúcade, al suroeste, el río Tíamis al norte, el golfo de Patras al sur, e incluía esencialmente las regiones antiguas de Tesprotia, Anfiloquia, Driopis y Acarnania.

Fig. 3. Localización de las ciudades griegas que participaron en el sinecismo de Nicópolis.

Poseía un vasto territorio y un prestigio religioso en la región, que la convirtió en una verdadera capital sagrada de Grecia continental: Octaviano reorganizó los Actios, los juegos locales que ya antiguamente celebraban los acarnanios del contorno. Los elevó a la categoría de olímpicos. Con los despojos de la batalla de Accio se construyeron dos recintos sagrados: uno que coincidía con el santuario de Apolo Actio en lo alto de una colina, a cuyo pie había un bosque sagrado; y el otro coincidía con el bosque sagrado y constaba de un gimnasio y un estadio para la celebración de los juegos quinquenales. Augusto ofrendó en los arsenales una escuadra de diez barcos (desde un monorreme a un decere). Estos concursos estefanitas pentetéricos, los Nea Actia, tenían lugar en los edificios de espectáculos construidos al efecto en el proasteion, el suburbio que separaba la ciudad del nuevo santuario de Apolo. Considerados como isolímpicos, figuraban entre las manifestaciones de este tipo más prestigiosas del mundo romano. Aún se celebraban a mitad del siglo III, como testimonia una inscripción del museo de Ioánnina. Augusto modificó asimismo la organización de la anfictionía délfica de forma que otorgó la preeminencia a Nicópolis: hizo que le fueran asignados los votos de los representantes de los magnesios, malieos, enianes, ftiotas y dólopes.

### Nicópolis en la época romana

Fig. 4. Plano de conjunto de Nicópolis.

Provista de considerables recursos por su fundador, la nueva ciudad se desarrolló rápidamente en la época romana: el propio Augusto la adornó con monumentos financiados con el botín de guerra, pero Nicópolis debe también mucho al evergetismo de su amigo, el rey de Judea Herodes I. Los dos puertos, uno en el golfo de Ambracia, probablemente en Vathy, y el otro en el mar Jónico en Komaros (fig. 4), aseguraban el crecimiento comercial de la ciudad, urbanizada con plano hipodámico con una extensión aproximada de 180 ha.
Se posee información histórica de época romana. Germánico en su camino hacia Siria, visitó Nicópolis y celebró su segundo consulado en el año 18. El emperador Nerón estuvo en el 66, durante su regreso de Grecia, y se hizo coronar en la prueba de carrera de carros de Actia. A partir del a 89 la ciudad ganó un residente de renombre en la persona del filósofo Epicteto de Hierápolis, que se refugió allí para escapar de la persecución del emperador Domiciano: fundó su propia escuela, y bajo el reinado de Trajano tuvo como estudiante a Flavio Arriano, gracias al cual se conoce su filosofía. Durante el reinado de este emperador se creó en el año 108 la provincia procuratoriana de Epiro, cuya capital fue Nicópolis Dos decenios más tarde, el emperador Adriano y su esposa Vibia Sabina la visitan con ocasión de su segundo viaje a Oriente (128-134). La pareja imperial fue recibida con los más altos honores;: pequeños altares erigidos testimonian el culto rendido a Adriano y Vibia Sabina, asimilados respectivamente a Zeus Dodoneo (fig. 5), la divinidad más importante de Epiro, y a Artemisa Celcaia, una manifestación de la diosa desconocida fuera de Nicópolis, pero que debía ocupar un lugar importante. Adriano aprovechó su estancia para mandar construir un templo a su protegido difunto, Antinoo.

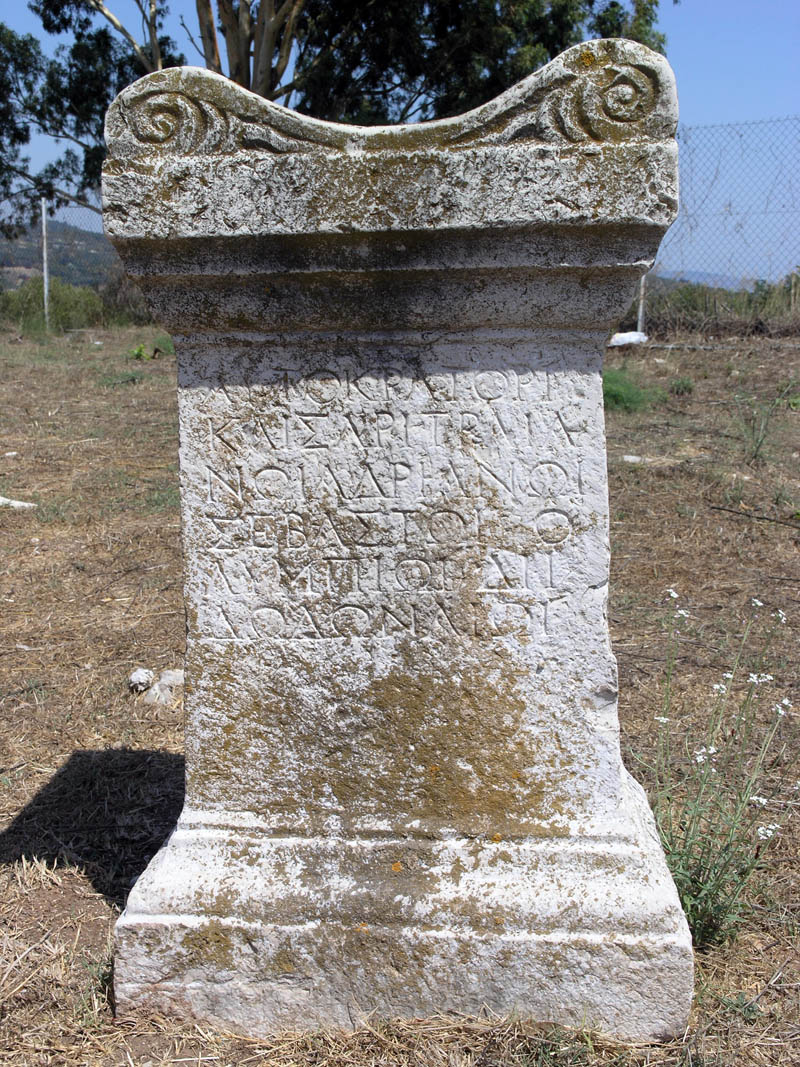
Fig. 5. Dedicatoria al emperador Adriano, asimilado a Zeus Dodoneo.

La doctrina cristiana se introdujo muy pronto en Nicópolis. Pablo de Tarso la menciona en su epístola a Tito (3.12). A partir de esta fundación apostólica se desarrolló una comunidad cristiana importante: allí nació el papa Eleuterio (175-189), uno de los primeros pontífices originarios de la parte griega del Imperio. Orígenes de Alejandría visitó a la comunidad cristiana de Nicópolis en la primera mitad del siglo III, y allí descubrió un traducción griega inusual del Antiguo Testamento.
El final del siglo III, como en todo el Imperio romano, fue una época de crisis: la ciudad fue atacada por los godos y los hérulos después de la incursión en Atenas, la cual pudo evitar el saqueo gracias a fortificaciones improvisadas. Nicópolis perdió gran parte de su importancia y de su reputación pro no ser más que un centro provincial. A raíz de la reorganización administrativa del Imperio por Diocleciano, fue al capital de la nueva provincia de Epirus Vetus, que incluía Epiro, Acarnania y las islas de Córcira e Ítaca. También fue capital eclesiástica, la sede de la diócesis metropolitana de Epiro. Su obispo Heliodoro estuvo en el Concilio de Sárdica en el año 343. En el 362, el retórico y cónsul Claudio Mamertino señaló la ruina de algunos monumentos cuando felicitó al emperador romano|emperador Juliano el Apóstata por sus obras de restauración. En el marco de la política de este emperador de reacción pagana, reinstituyó los concursos de los Actios. 

### Nicópolis paleocristiana

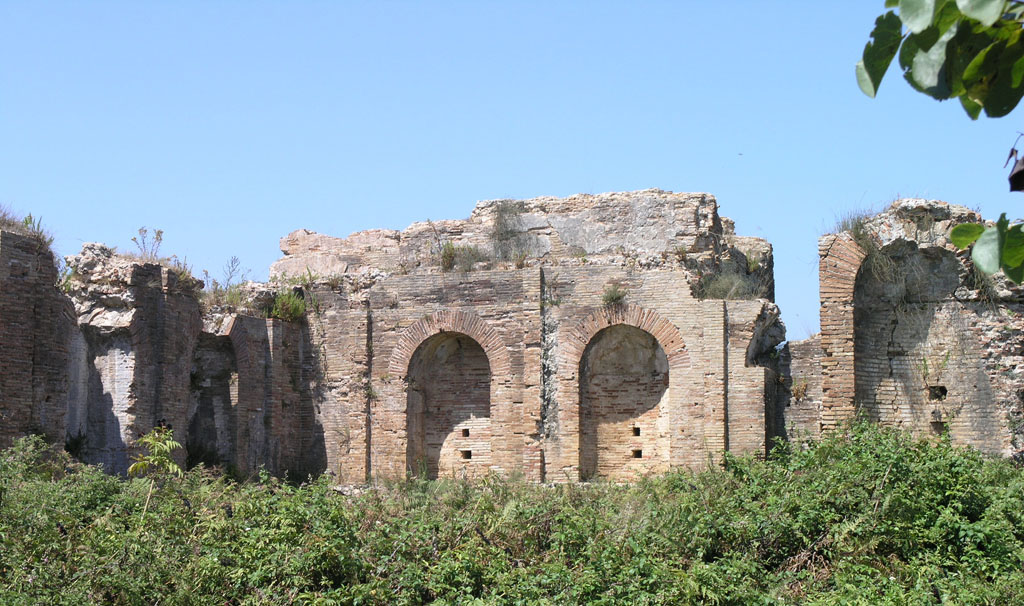
Fig. 6. Ninfeo romano (ver plano, n.° 7).

En el siglo V, Epiro y Nicópolis en particular sufrieron de nuevo numerosas invasiones bárbaras: primero los visigodos de Alarico II que rapiñaron la región a comienzo de dicho siglo. En 474-475, fue saqueada por los vándalos de Genserico, que redujo la población a cautividad. En 551, fueron los ostrogodos de Totila los que la saquearon.
Fue después de uno de estos dos últimos ataques, más probable el de los vándalos, cuando el marco urbano cambió drásticamente con la construcción de un nuevo recinto amurallado (fig. 7) en el interior del de las antiguas murallas, en cuyo ángulo noreste se apoyaba parcialmente (fig. 4). Procopio de Cesárea precisa que la «renovación» de Nicópolis se debió más bien al emperador Anastasio I que a Justiniano I, probablemente después del ataque vándalo.
Este fenómeno de reducción del área urbana fue general en toda la península balcánica y más allá: la ciudad paleocristiana ocupaba una sexta parte (25 ha) de la ciudad romana, y muchos monumentos civiles se quedaron en el exterior, como el foro y el odeón). Dentro de esta poderosa ciudad fortificada encontró una nueva prosperidad, como lo demuestran las numerosas basílicas cristianas, ricamente decoradas, que se construyeron. El desarrollo del cristianismo en Nicópolis también se evidencia por la participación de su obispo Ático, en el Concilio de Calcedonia en el 451. La metrópolis estaba en esta época, y hasta 732-733, unida administrativamente a la diócesis de Roma, como toda la región de Iliria occidental. 
La llegada de los ávaros-eslavos a la península balcánica a finales del siglo VI supuso el final de su renovación, a pesar de la ausencia de fuentes precisas sobre Nicópolis en este periodo.

### Nicópolis bizantina

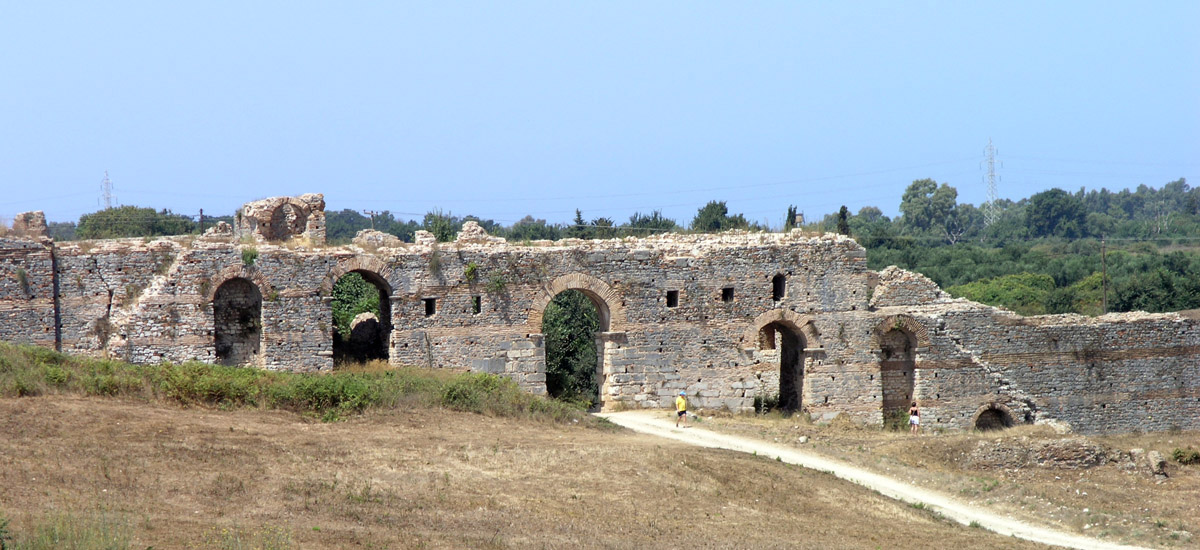
Fig. 7. Cortina oeste de la muralla paleocristina y la puerta llamada Arapoporta (ver plano, n.º 17).

No tuvo el mismo destino que numerosas metrópolis de la región y sobrevivió al menos, otros cuatro siglos. La reorganización administrativa y militar del Imperio en época mesobizantina, se tradujo en Epiro en la creación del thema de Nicópolis, cuya capital fue Naupacto y no la ciudad epónima, que aún existía. La sigilografía ha identificado muchos sellos de una decena de strategois de Nicópolis, del comandante del thema, sino también a otros oficiales y funcionarios (jueces, turmacos, protonotarios), de los siglos IX y X.
Naupacto sustituyó a Nicópolis como capital religiosa de la región: la sede metropolitana fue transferida en la misma época (siglo VIII), y Nicópolis se redujo a un simple obispado.
Su declive se aceleró debido a nuevos ataques: los de los árabes en 827-829 bajo el reinado del emperador Miguel II, después en 877-879, el de los búlgaros en 929 y en 1034 la revuelta de Pedro Delyan La destrucción final tuvo lugar a finales del siglo XI: la mayoría de los últimos habitantes se refugiaron en el extremo sur de la península donde sus antepasados habían fundado la ciudad de Préveza, cerca de uno de los antiguos puertos de Nicópolis.

## Exploración arqueológica
Paradójicamente, el sitio arqueológico de Nicópolis continúa en gran parte inexplorado a pesar de que se conoce desde el Renacimiento (Ciriaco de Ancona lo menciona por primera vez en 1436) y ha sido objeto de numerosas excavaciones desde el comienzo de siglo XX. Una primera estimación de los restos se debe al viajero William Martin Leake, que la visitó el 24 de junio de 1805. El plano de la ciudad elaborado por el arquitecto T. L. Donaldson, ya localizaba e identificaba los monumentos excavados posteriormente. La exploración arqueológica se inició al final de la segunda guerra de los Balcanes y la liberación de Epiro del dominio otomano en 1913, con la ayuda financiera de la Sociedad Arqueológica de Atenas, Alexander Philadelpheus excavó en 1913-1914, la iglesia de la Analipsis, e identificó la «residencia episcopal». En 1915-1918, excavó la Basílica A (Basílica de Dumetios). En 1921 comenzó la exploración de la Basílica B (Basílica de Alcison) y organizó el primer museo local en el subsuelo del ayuntamiento de Préveza. En 1924 lo trasladó a la mezquita de la ciudad. El interés que sus descubrimientos suscitaron se mide por el otorgamiento regular de subvenciones importantes para el municipio de Préveza, así como la colaboración de otros arqueólogos: George Sotiriou dio un giro más científico a las excavaciones de las basílicas, y Anastasios Orlandos hizo el primer listado de las murallas. Con estos dos arqueólogos se aceleró el descubrimiento de la ciudad cristiana: trabajaron juntos hasta 1930 para completar la excavación de las dos primeras basílicas, y hasta 1937-1938 la de la Basílica C.
Estas excavaciones griegas fueron interrumpidas en 1940 por la Segunda Guerra Mundial. Los ocupantes italianos no olvidaron el sitio arqueológico e hicieron descripciones arquitectónicas sistemáticas de calidad. El sitio sufrió bombardeos, en particular la Basílica C, y sobre todo el museo: a la destrucción de la mezquita de Préveza siguió el pillaje de las colecciones arqueológicas que albergaba, de las que solo subsisten fragmentos arquitectónicos y sarcófagos.
La exploración arqueológica no se reemprendió hasta 1956, cuando Anastasios Orlandos dirigió la excavación de la basílica D. En 1959, colaboró con D. Pallas en la exploración de la ciudad de Ftelia. El éforo de Epiro, Sotirios Dakaris, presidió la construcción de un museo en los años 1960, donde estuvo el anterior. Principalmente, las actividades de las autoridades arqueológicas concernieron a la restauración y conservación de los restos de Nicópolis, y las excavaciones estuvieron paradas hasta la década de 1990: el eforato bizantino dirigió los trabajos de rescate de la basílica A entre 1991 y 1998. En 1998, una subvención europea permitió excavar y restaurar la cortina sur de las fortificaciones urbanas. El Museo Arqueológico de Nicópolis conserva muchos hallazgos de las excavaciones.